# Phytometra lutalgira
Phytometra lutalgira är en fjärilsart som beskrevs av Karl Schawerda. Phytometra lutalgira ingår i släktet Phytometra och familjen nattflyn. Inga underarter finns listade i Catalogue of Life.